# Роберто Розети
Роберто Росети (итал. Roberto Rosetti; рођен 18. септембра 1967. у Печето Торинезеу, Пијемонт) је италјански фудбалски судија. Говори италијански, енглески и француски језик. Почео је да суди 1983., а свој први меч у Серији А судио је 1996. Добио је ФИФА ознаку интернационалног фудбалског судије 2002. Осим дужности фудбалског судије, Росети ради као директор једне болнице.

## Еуро 2008
Росети је изабран да суди на Европском првенству у фудбалу 2008. у Аустрији и Швајцарској.
На шампионату Росети је судио:
- у групи А на отварању утакмицу између Швајцарске и Чешке
- у групи Д утакмицу између Грчке и Русије
- четвртфинале између Хрватске и Турске
- финале између Немачке и Шпаније